# Babits Mihály Emlékház
A Babits Mihály Emlékház az esztergomi Előhegyen található műemléki Babits-villában látogatható emlékhely. A ház falán Babits Mihály (1883–1941) a 20. század magyarországi irodalmának egyik kiemelkedő alkotója és további kortársainak, barátainak, íróknak, költőknek, művészeknek is megtalálható az aláírása. Szokták Autogramfalnak is nevezni ezt a helyet, mely 2013. január 1-től a Magyar Nemzeti Múzeum egyik intézményeként megtekinthető.

## Története
Babits egyik Dante-fordításáért kapott díjat a tőzsdén megforgatva nagyobb összegre tett szert. Esztergomi barátai javasolták neki, hogy ebből az ő környékükön vásároljon házat. A 272 négyszögöles ingatlant, rajta az 1920-ban épült földszintes présházat Babits és felesége 1924. március 27-én vásárolták meg Toldezsán Istvánnétól, majd folyamatosan hozzáépítettek. Így alakultak ki az épület belső szinteltolódásai. Babits közel 60 műve született az előhegyi villában, a Nyugat több számát is előfordult, hogy ott szerkesztették Gellért Oszkárral. Egészen a költő haláláig töltötték benne nyaraikat. Török Sophie utoljára 1943 júniusában járt ott Einczinger Ferenccel. A második világháború után a ház örömlányok tanyája lett. Később egy tanár vette bérbe, majd egy rendőr törzsőrmester lakta, aztán szükséglakásként kapta meg egy gazdálkodó, aki kecskéket és baromfit tartott a lakószobákban.
A félig vályog, félig tégla ház lakatlanná vált, míg 1960-ban az Országos Műemléki Felügyelőség védetté nyilvánította. Az épületet helyreállították és azóta látogatható emlékhelyként, emlékkiállítás kapott benne helyet a költő egykori otthonának megőrzött tárgyaiból, illetve itt írt műveinek kézirataiból. Egy ideig  a Balassa Bálint Múzeum részeként működött és a Babits-év alkalmával, 2008 júliusától őszig restaurálták az autogramfalat, majd felújították az épületet. A ház korabeli külső-belső festői díszítésének, feliratait, értékes képeit kortárs iparművészek restaurálták. Az átadásra szakmai közönség előtt került sor a költő születésének 125. évfordulóján. Az Emlékházban kialakítottak egy alkotószobát is, ahol kortárs művészeket és muzeológusokat láthat vendégül a város.
Az emlékház 2013. január 1-jén a Balassa Múzeummal együtt beleolvadt a Magyar Nemzeti Múzeumba, így annak közérdekű muzeális kiállítóhely besorolású intézménye lett.

## Leírása
A házban berendezett enteriőr-kiállításban megtekinthető egy korabeli írógép, fotók Babitsról és családjáról. A szobákat Einczinger Ferenc esztergomi festőművésznek, Babits barátjának freskói díszítik. 
A déli oldalon áll az üveges veranda, sok esztergomi Babits-vers szülőhelye. Itt írta sok egyéb mellett a Dal az esztergomi bazilikáról, a Szent király városa, a Halovány téli rajz, az Elgurult napok, a Verses napló, az Ildikó, a Holt próféta a hegyen, a Bucsu a nyári laktól című verseit, és a Jónás könyvét is.

## Nevek az autogramfalon

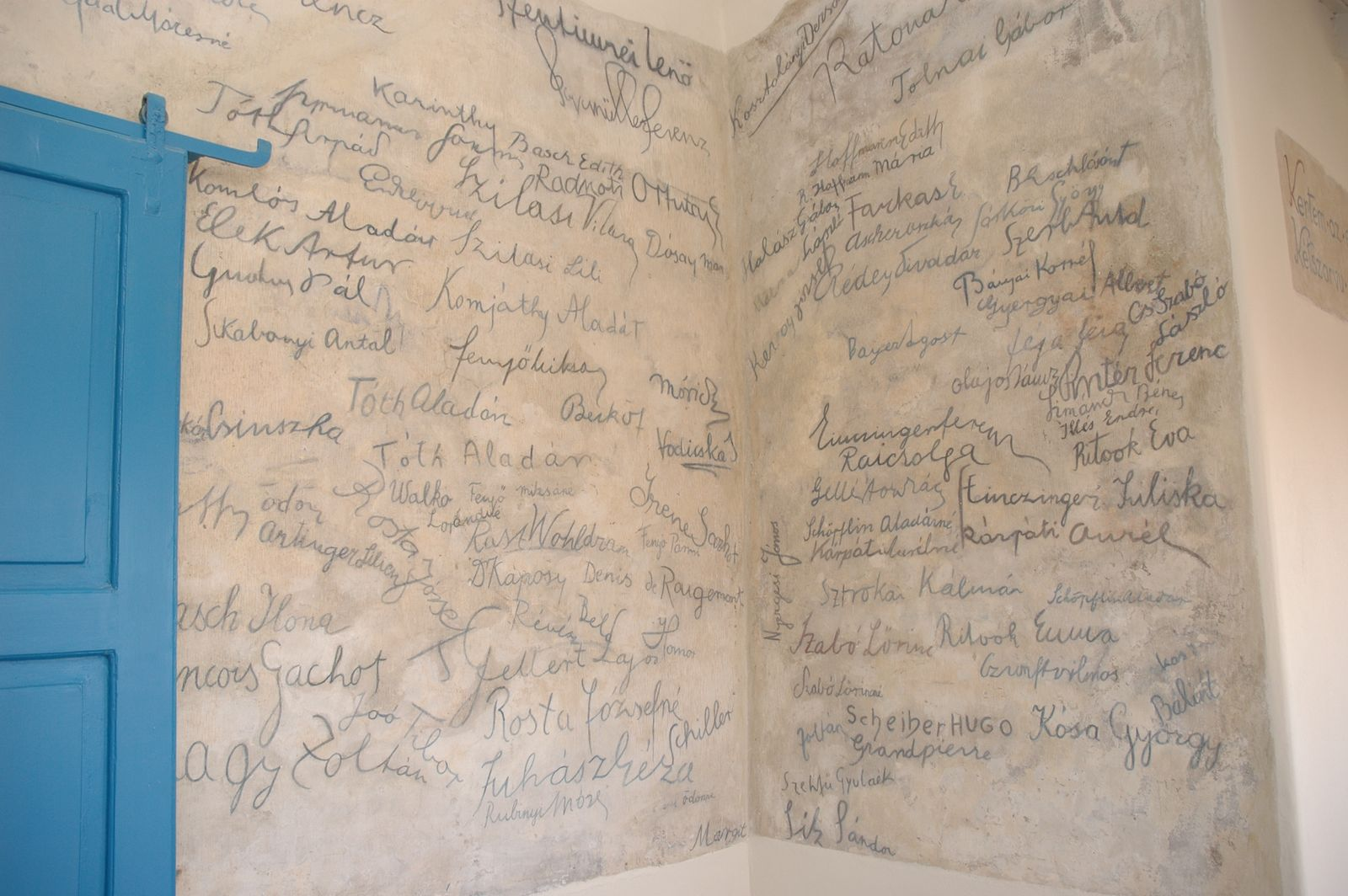
Az autogramfal egy részlete

Autogramfalat Babits korábban egy ismerősénél látott és jó ötletnek tartotta azt. A hozzá érkező barátok és vendégek aztán a háza falára rajzszénnel felírhatták az aláírásukat. A kor nagyjai mellett azonban olyanok is felkerültek, akiket később töröltek. A megőrzésre szánt aláírásokat Török Sophie freskófestékkel erősítette meg és így maradhattak fenn.
A falon megtalálható aláírások (a lista nem teljes): Artinger Lilien, Ascher Oszkár, Bányai Kornél, Basch Edith,  Bayer Ágost, Benedek Marcell, Csinszka, Cs. Szabó László, Denis de Rougemont, Einczinger Ferenc, Einczinger Juliska, Elek Artúr, Féja Géza, Fenyő Miksa, Fenyő Miksáné, Fenyő Panni, François Gachot, Füst Milán, Gellért Lajos, Gellért Oszkár, Gyergyai Albert, Halász Gábor, Hoffmann Edith, Hoffmann Mária, Illés Endre, Illyés Gyula, Joó Tibor, Juhász Géza, Karinthy Frigyes, Kárpáti Aurél, Kárpáti Aurélné, Kassák Lajos, Keresztury Dezső,  Komjáthy Aladár, Komlós Aladár, Kósa György, Kosztolányi Dezső, Móricz Zsigmond, Nagy Zoltán, Németh László, Nyergesi János, Ortutay Gyula, Pintér Ferenc, Radnóti Miklós, Rédey Tivadar, Révész Béla, Ritoók Emma, Rosta József, Rosta Józsefné, Rubinyi Mózes, Sárközi György, Scheiber Hugó, Schöpflin Aladár, Schöpflin Aladárné, Sík Sándor, Sikabonyi Antal, Szabó Lőrinc, Szabó Lőrincné, „Szekfű Gyuláék”, Szentimrei Jenő, Szerb Antal, Szilasi Lili, Szilasi Vilmos, Sztrokai Kálmán, Tamási Áron, Tolnai Gábor, Tóth Aladár, Tóth Árpád, Walkó Lorándné, Weöres Sándor